# Kœtzingue
Kœtzingue (deutsch Kötzingen) ist eine französische Gemeinde mit 583 Einwohnern (Stand 1. Januar 2022) im Département Haut-Rhin in der Europäischen Gebietskörperschaft Elsass und in der Region Grand Est (bis 2015 Elsass). Sie gehört zum Arrondissement Mulhouse und zum Gemeindeverband Saint-Louis Agglomération.

## Geografie
Die Gemeinde Kœtzingue liegt im Sundgau, etwa auf halbem Weg zwischen Mülhausen und Basel. Der Ortskern beschreibt ein Viereck, dessen Mitte unbebaut blieb. Auf dieser Gemarkung, Tiefend genannt, stand früher ein Brunnen am Muehlbach, der die Bewohner mit Trinkwasser versorgte und die Viehtränke speiste. Der größte Teil des 5,14 km² großen Gemeindegebietes wird landwirtschaftlich genutzt, baumbestandene Flächen von zusammen etwa 30 Hektar finden sich nur im Norden (Inneres Holz) und Süden der Gemeinde.
Nachbargemeinden von Kœtzingue sind Schlierbach im Norden, Geispitzen im Nordosten, Waltenheim im Osten, Magstatt-le-Bas im Südosten, Magstatt-le-Haut im Süden, Zaessingue im Südwesten, Rantzwiller im Westen sowie Steinbrunn-le-Bas im Nordwesten.

## Geschichte
Bereits in der Jungsteinzeit war das Gebiet um Kœtzingue besiedelt. Durch den Ort zog sich die Römerstraße von Mandeure am Doubs nach Kembs am Rhein.
Der Name des Dorfes änderte sich in der Schriftform mehrmals. Über Cozingen, Chozingen und Koezingen (1297) wurde 1510 Kozingen-Kozen.
Der Ort gehörte den Lehnsherren von Landser und dem Kapitel Inter colles (zwischen den Hügeln) des Bistums Basel.
1801 hatte der Ortsname noch die Schreibweise Ketzingen.
Zu Beginn des 19. Jahrhunderts kam die über 1000 ha große Gemarkung Gutzwiller südwestlich des Kernortes zur Gemeinde Kœtzingue. Im Jahr 1871 zählte man in Kötzingen noch 71 Bauernhöfe mit weniger als fünf Hektar Nutzfläche. Von 1871 bis zum Ende des Ersten Weltkrieges gehörte Kötzingen als Teil des Reichslandes Elsaß-Lothringen zum Deutschen Reich und war dem Kreis Mülhausen im Bezirk Oberelsaß zugeordnet.

### Bevölkerungsentwicklung
| Jahr      | 1910 | 1962 | 1968 | 1975 | 1982 | 1990 | 1999 | 2006 | 2012 | 2021 |
| --------- | ---- | ---- | ---- | ---- | ---- | ---- | ---- | ---- | ---- | ---- |
| Einwohner | 336  | 243  | 251  | 295  | 388  | 422  | 491  | 545  | 587  | 582  |

Im Jahr 2015 wurde mit 607 Bewohnern die bisher höchste Einwohnerzahl ermittelt. Die Zahlen basieren auf den Daten von cassini.ehess und INSEE.

## Sehenswürdigkeiten
Die Kirche St. Leodegar (Saint-Léger) wurde 1862 errichtet. Die Steine stammen aus einem nahegelegenen Bruch, lediglich die Ecksteine und die Steine des Kirchturms wurden im zehn Kilometer entfernten Emlingen gebrochen. Den Transport der Steine übernahmen die Einwohner ehrenamtlich. Zur Ausstattung der Kirche gehören eine Pietà aus dem 16. Jahrhundert, ein Taufbecken und eine Rinckenbach-Orgel aus dem Jahr 1885.

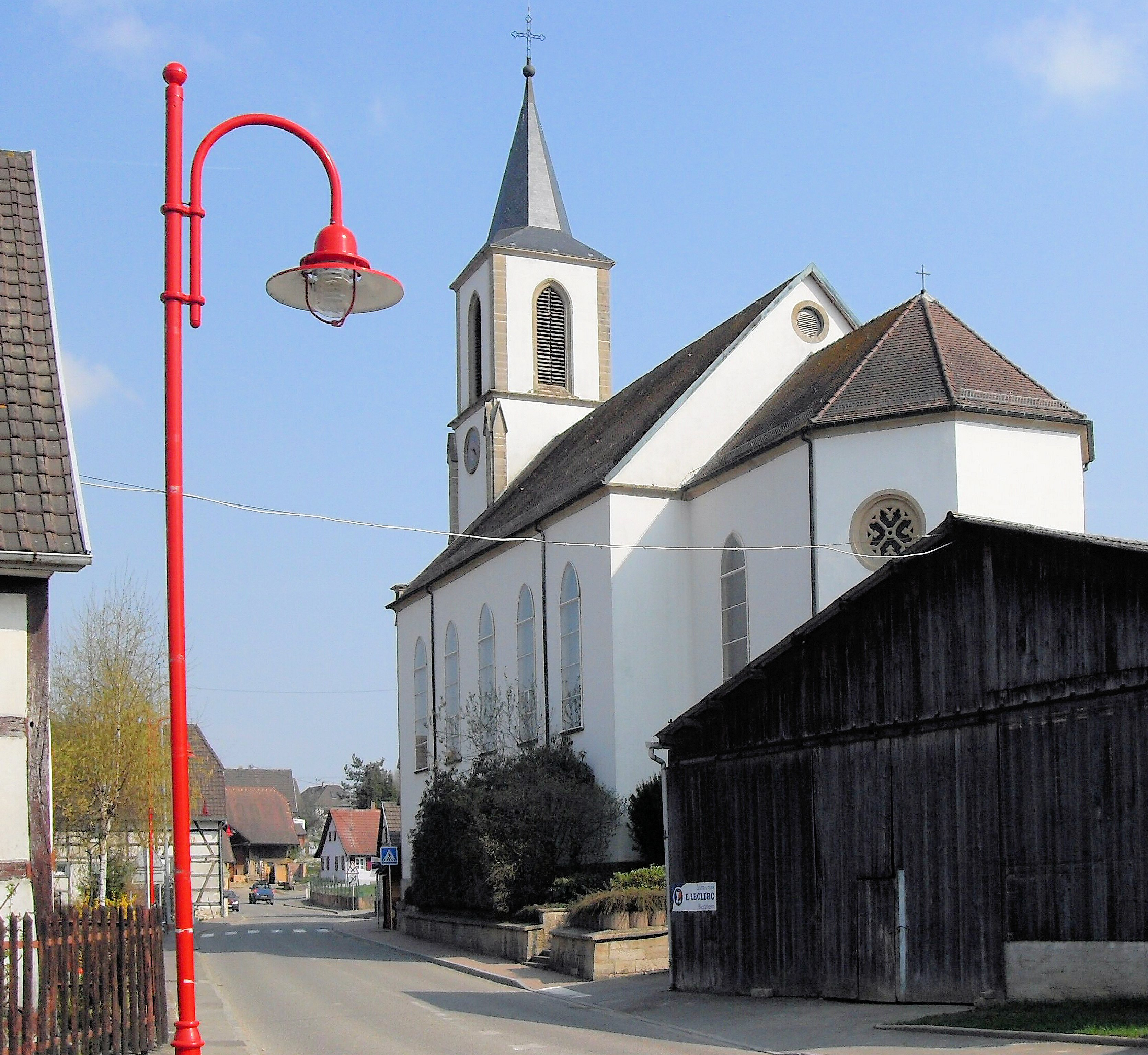
St. Leodegar, Nordwestseite
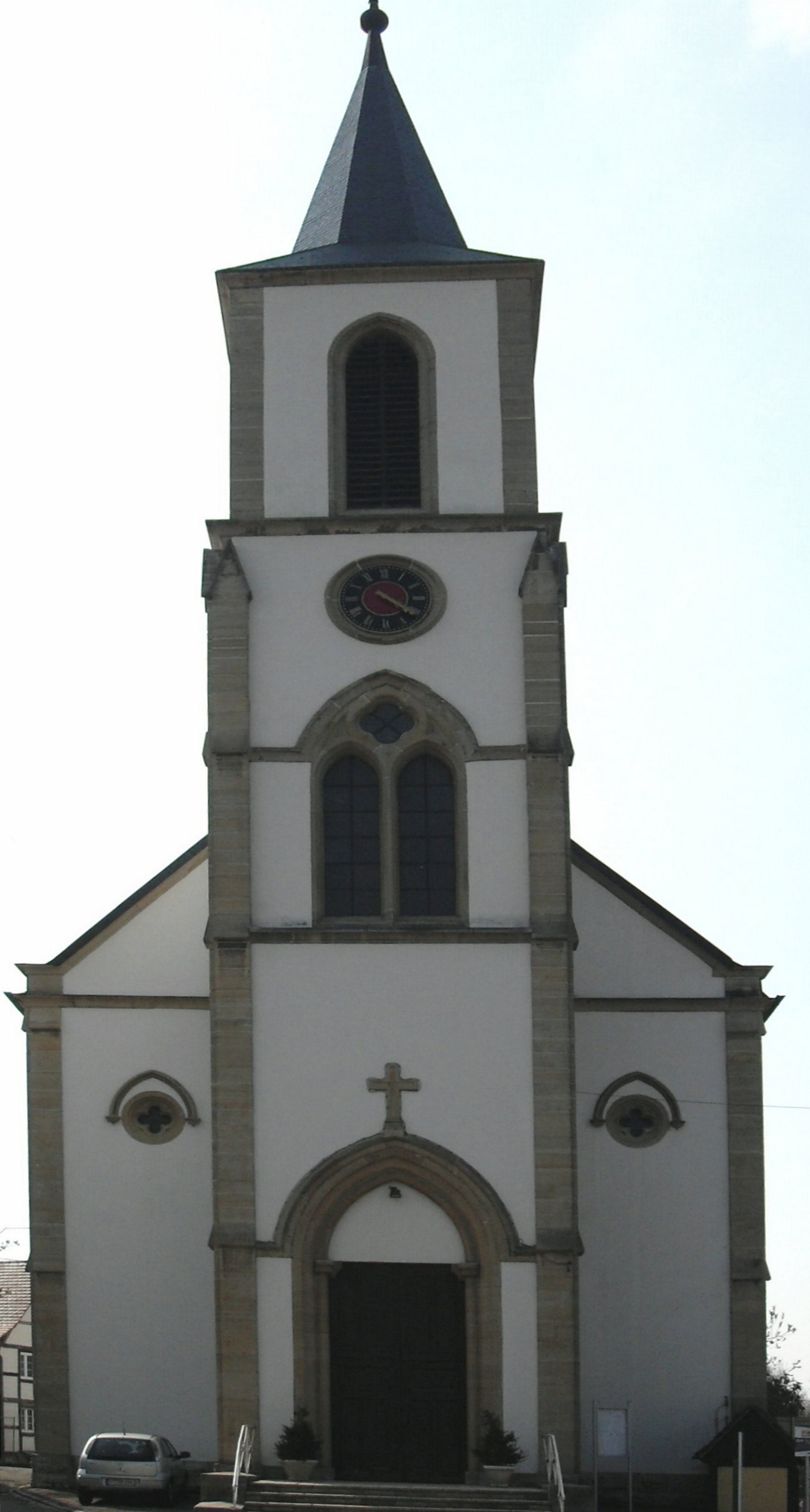
St. Leodegar, Ostseite
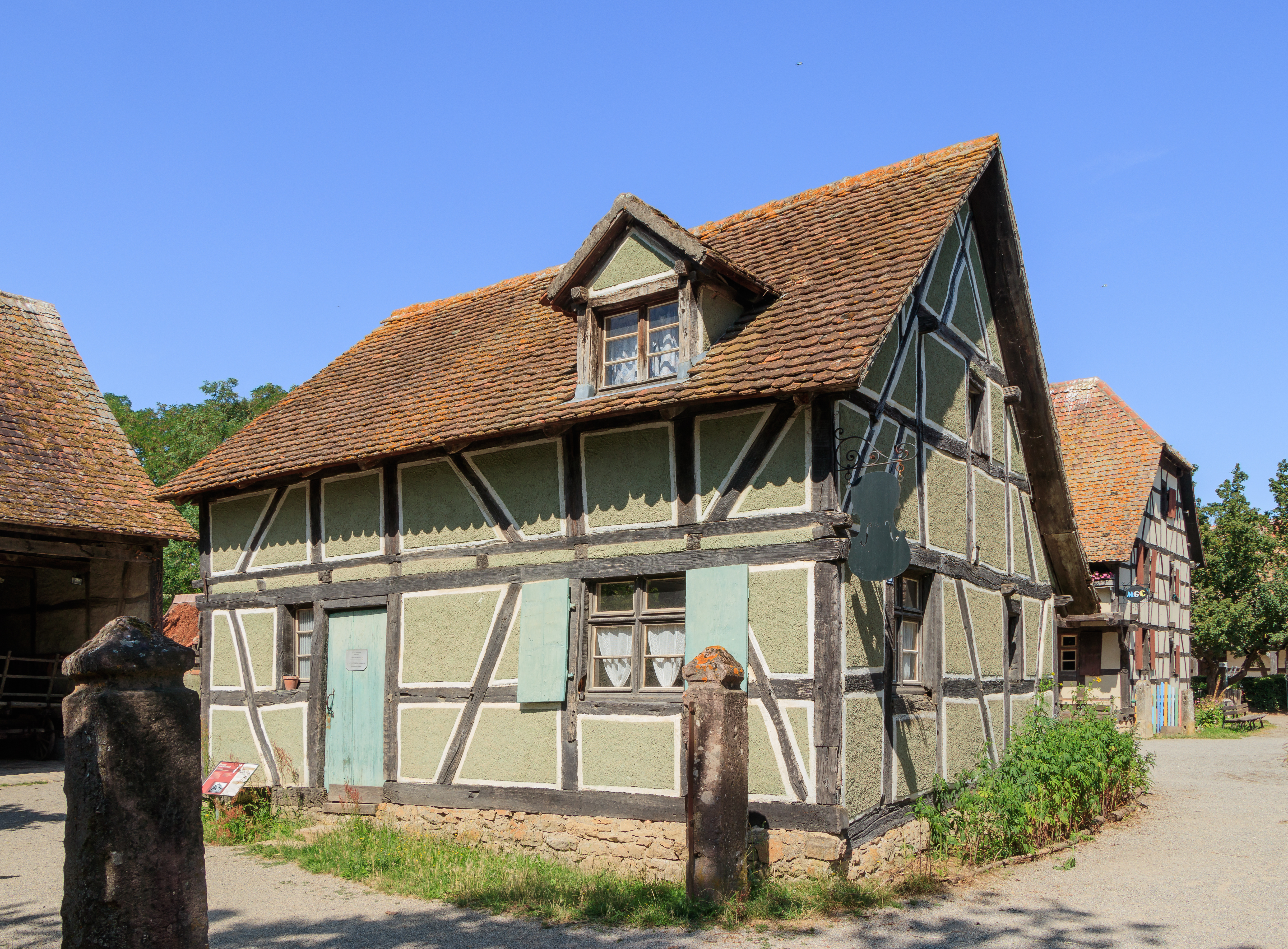
Fachwerkhaus aus Kœtzingue (Gebäude Nr. 19), ausgestellt im Écomusée d’Alsace in Ungersheim

## Wirtschaft und Infrastruktur
Neben einigen Bauernhöfen gibt es in der Gemeinde Kœtzingue kleinere Handwerks- und Dienstleistungsbetriebe. In der Gemeinde sind 19 Landwirtschaftsbetriebe ansässig (Getreideanbau, Milchwirtschaft, Rinderzucht). Ein Teil der Einwohner pendelt in die nahen Industrie- und Gewerbegebiete im nahen Rheintal, nach Mülhausen oder in die Schweiz.
Durch die Gemeinde Kœtzingue führt die Fernstraße D 21 von Mülhausen nach Kappelen. Acht Kilometer östlich besteht bei Sierentz ein Anschluss an die Autoroute A 35 von Straßburg nach Basel. Der Bahnhof Sierentz liegt an der Bahnstrecke Strasbourg–Basel.

## Persönlichkeiten
- Alphonse Schmitt (1875–1912), Organist und Komponist

## Belege
1. ↑  Ortsname auf cassini.ehess.fr
2. 1 2  Gemeindeverzeichnis Deutschland 1900 – Kreis Mülhausen
3. ↑  Kœtzingue auf cassini.ehess
4. ↑  Kœtzingue auf INSEE
5. ↑  Landwirtschaftsbetriebe auf annuaire-mairie.fr (französisch)